# Yin Shu
Yin Shu (chinesisch 尹洙, Pinyin Yǐn Zhū; * 1001; † 1046, Großjährigkeitsname (Zi) Shi-Lu 師魯,  Shī Lǔ, Studioname (Hao) Henan Xiansheng 河南先生), war Politiker, Literat, Verwaltungsbeamter und konfuzianischer Gelehrter im China der Song-Dynastie (宋). Er tat sich insbesondere durch seine Tätigkeit als Chunqiu-Gelehrter (春秋文學家) hervor.

## Beruflicher Werdegang
Stammte aus Henan (Verwaltungssitz im heutigen Luoyang in Henan). Mit seinem älteren Bruder Yin Yuan (尹源) zusammen erlangte er schon früh Ansehen als konfuzianischer Gelehrter. Nach Erlangung des akademischen Jinshi-Grades (進士) diente er als Archivar in Zhengping (正平) in Shanxi, als Finanzinspektor in Henan, als Anguojun-Richter (安國軍節度判官) und als Administrator von Guangze (光澤) in Fujian sowie als Generalsekretär von Shannan Dongdao (山東東道). Für eine Beförderung vorgeschlagen begab er sich in die Hauptstadt, um zuerst als Redaktor der Institute und Archive und dann als Untersekretär des Thronfolgers im Sekretariat zur Linken zu dienen. Als Fan Zhongyan wegen angeblicher Faktionsaktivitäten strafversetzt wurde, reichte Yin Shu eine Denkschrift zu seiner Verteidigung ein, in der er sich als Freund und Schüler von Fan Zhongyan erklärte und darum bat, mit ihm zusammen strafversetzt zu werden. Darum wurde er aus der Hauptstadt als Generalsekretär und Inspektor der Alkoholsteuer nach Tangzhou (唐州) in Henan versetzt. Er brachte es bis zum Qiju Sheren (起居舍人) (Kaiserlicher Tagebuchschreiber von Rang 6b, englisch Imperial Diarist, Hucker 621) und Zhilong Tuge (直龍圖閣) (Archivar des Drachenarchiv-Pavillons, englisch Auxiliary, Hucker 933, 3878). Nahm an den Verteidigungsanstrengungen im Nordwesten teil. Seine Schriften thematisieren häufig die Militärpolitik im Nordwesten und befürworten die Aufrüstung unter dem Motto: „bei der militärischen Rüstung nicht nachlassen“. Forderte, „unparteiisch zu belohnen und zu bestrafen“ und „die militärische Kraft zu stärken“, um die Angriffe und Plünderungen des Regimes der Xixia (西夏, „Westliche Xia“) zurückzuschlagen.

## Werke
Yin Shu verfasste den Frühling und Herbst der Fünf Dynastien, das Wudai Chunqiu (五代春秋), in 2 Kapiteln. Dieses Werk steht einerseits in der Tradition der Chunqiu-Gelehrsamkeit, andererseits wird es unter die Pinselnotizen, die Biji (筆記), gerechnet. So wurde es in die große Sammlung Pinselnotizen aller Dynastien aufgenommen, den Lidai biji xiaoshuo jicheng (歷代筆記小說集成), und findet sich dort in Band 7 des Gesamtwerks bzw. in Band 4 der Songdai biji xiao shuo (宋代筆記小說), der Pinselnotizen der Song-Dynastie. Sein Stil ist einfach und antikisierend. In seinem Werk Wudai Chunqiu verwendet er z. B. nicht die zeitgenössischen Landesnamen, sondern die gebräuchlichen zur Zeit der Streitenden Reiche. Er löste sich vom literarischen Huami-Stil (華靡) zu Beginn der Song-Dynastie. Schrieb auch Gedichte. Als Werkzusammenstellung liegen die Henan Xiansheng Wenji (河南先生文集) (Gesammelte Werke des Herrn von Henan) vor.